# Avşa
Avşa ou Türkeli (en turc : Avşa Adası) est une île de Turquie située au sud de la mer de Marmara. Durant l'empire byzantin, l'île servait de lieu d'exil et se nommait Aphousia (Αφουσία) ou Ophiousa (Οφιούσα).
Elle appartient au district de Marmara de la province de Balıkesir au nord-ouest de la Turquie. Elle est une destination touristique populaire nationale, en particulier pour les Istanbuliotes. Le dernier recensement fait état de 2 000 habitants, mais en période estivale, le nombre de visiteurs augmente souvent jusqu'à 50 000.

## Transport
Il est possible rejoindre Istanbul par bateau et par traversier, Erdek et Tekirdağ par bateau à moteur.

## Localisation
La localisation exacte de Avşa se trouve en rouge sur la carte ci-dessous. La plus grande île au nord d'Avşa est l'île de Marmara et la plus grande l'île à l'est est Paşalimanı.

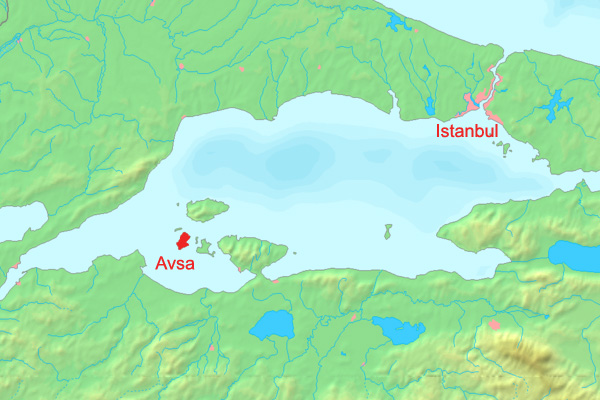
Localisation d'Avşa